# Saint-Julien-d’Oddes
Saint-Julien-d’Oddes – miejscowość i gmina we Francji, w regionie Owernia-Rodan-Alpy, w departamencie Loara.
Według danych na rok 1990 gminę zamieszkiwały 252 osoby, a gęstość zaludnienia wynosiła 24 osób/km² (wśród 2880 gmin regionu Rodan-Alpy Saint-Julien-d’Oddes plasuje się na 1376. miejscu pod względem liczby ludności, natomiast pod względem powierzchni na miejscu 1083.).